# Onze-Lieve-Vrouw van de Wonderdadige Medaille
Met Onze-Lieve-Vrouw van de Wonderdadige Medaille wordt de verschijning van Maria aangeduid zoals die op 19 juli 1830 aan Catharina Labouré in Parijs (Frankrijk) zou hebben plaatsgevonden volgens de getuigenis van de zieneres. Op deze plek staat een kapel die hieraan gewijd is, de Chapelle Notre-Dame-de-la-Médaille-miraculeuse.

## Het verhaal

### Locatie
De Rue du Bac is gelegen in het centrum van Parijs, in de chique wijk Saint-Germain-des-Prés, waar de adel woont, maar die vroeger haard was van het geestelijk leven met als kenmerk een uitzonderlijke devotie tot Onze-Lieve-Vrouw. In 1830 was daar het klooster gevestigd van de ‘Dochters van Liefde’ in een oud hôtel, ‘La Vallière’ genaamd.

### Geschiedenis

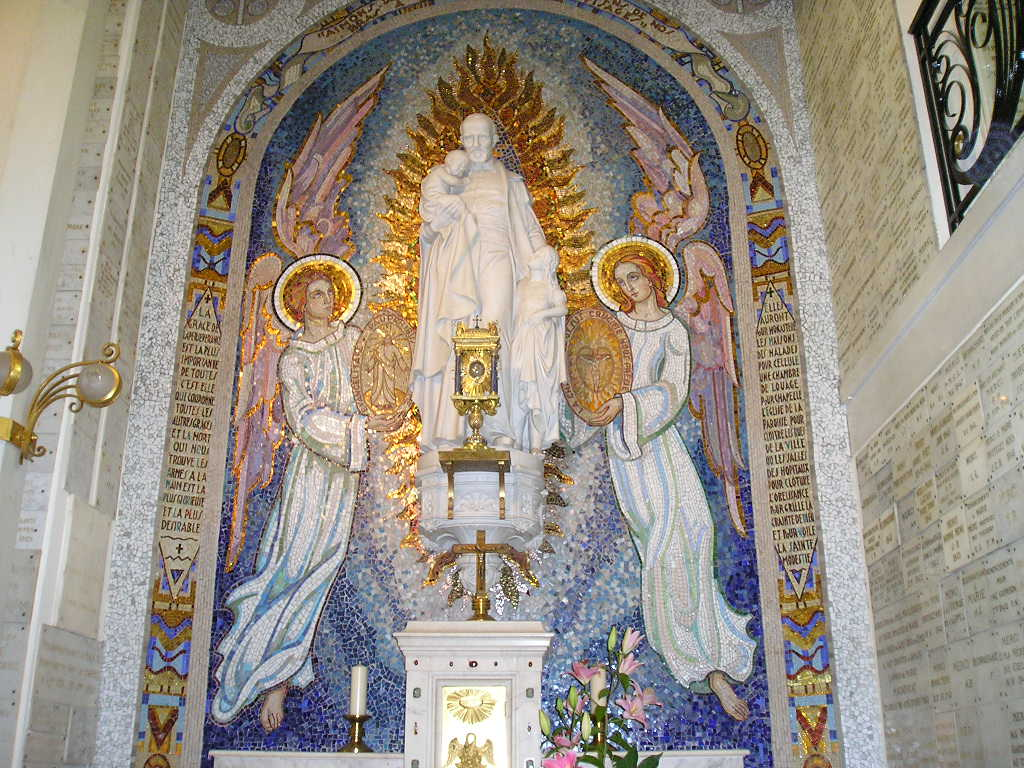
Sint Vincentius a Paulo

Op 2 mei 1806 werd Catharina Labouré geboren in Fain-lès-Moustiers als dochter van een boerengezin met negen kinderen. Catharina verloor haar moeder toen ze 9 jaar oud was. Volgens de overlevering nam ze het Mariabeeld van de kast en omhelsde het innig. Ze vroeg aan Maria om de plaats in te nemen van haar overleden moeder. Zelf nog een kind moest Catharina reeds na enkele jaren de leiding van het gezin op zich nemen. Omdat ze echter haar handen vol had aan het huishouden en ook nog op het land moest werken was ze niet in de gelegenheid om naar school te gaan. In 1818 ontving ze haar Eerste Communie. Sinds die tijd ging ze een paar keer in de week naar de mis van 's morgens half zes in Moutiers-Saint-Jean, drie kilometer lopen. Bij het vallen van de avond bracht ze een bezoek aan het Heilig Sacrament.
Op een nacht heeft ze een merkwaardige droom. Een oude priester kijkt haar aan en zegt tegen haar: "Het is goed de zieken te verzorgen". Het blijkt de heilige Vincentius a Paulo te zijn, de stichter van de congregatie der Zusters van Liefde. Op 22 januari 1830 deed zij als postulante haar intrede in het Gasthuis van Liefde in Châtillon-sur-Seine, overigens zonder bruidsschat. Het was met grote tegenzin dat vader uiteindelijk toestemming gaf dat zij naar het klooster ging. Na drie maanden postulaat werd Catharina naar Parijs gestuurd voor haar noviciaat. Op 21 april 1830 trad Catharina Labouré in het klooster in van de ‘Dochters van Liefde’. Catharina was toen bijna 24 jaar.
(Onderstaand verhaal is gebaseerd op overleveringen van de getuigenissen van Catharina Labouré)

### Eerste verschijning 19 juli 1830

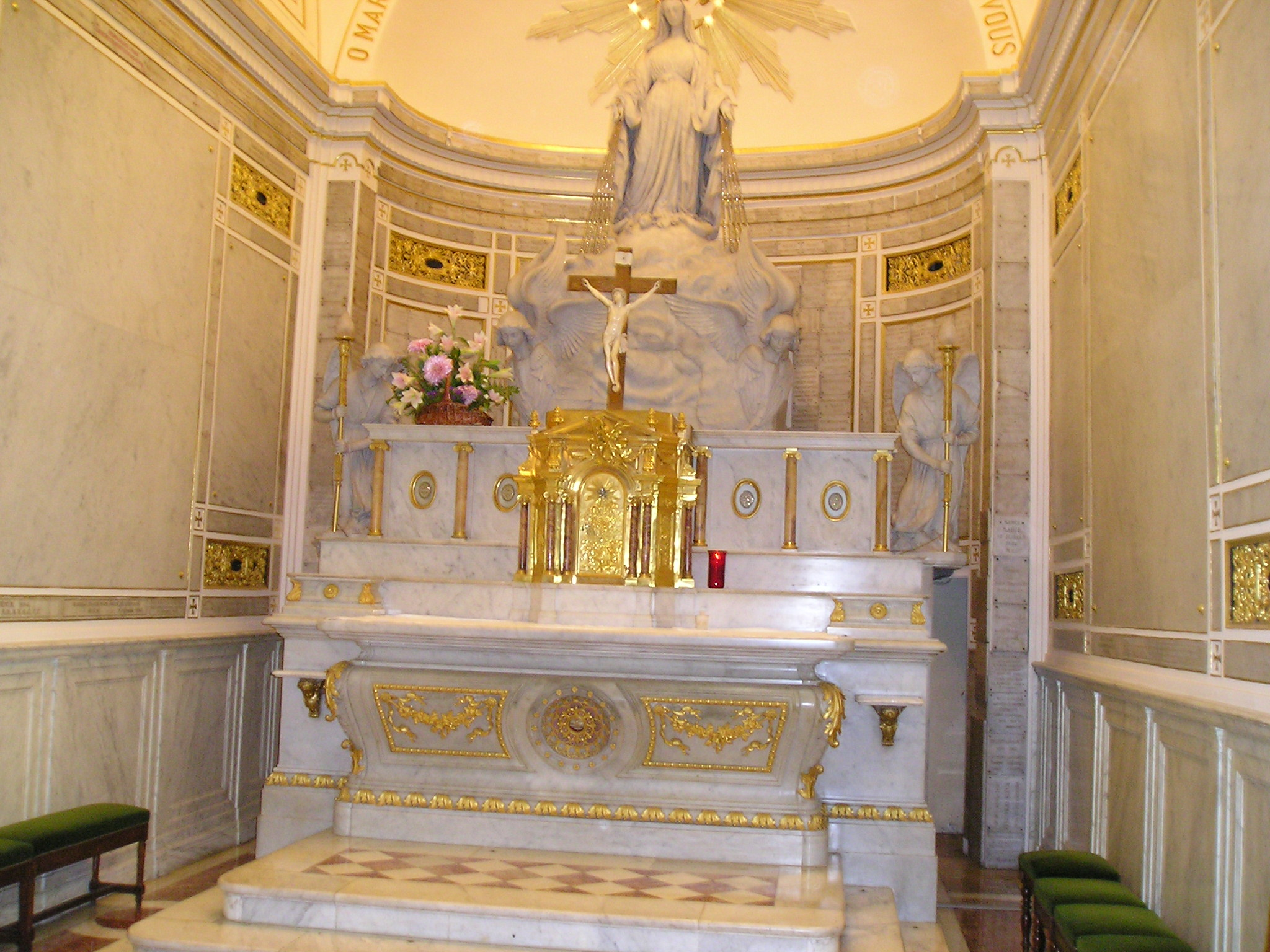
Altaar van de Kapel van de Wonderdadige Medaille

Het is nacht, zuster Catharina Labouré (24 jaar) wordt wakker, omdat ze tot driemaal toe haar naam hoort roepen. Ze schuift het gordijn van haar cel opzij en ziet haar Engelbewaarder in de gedaante van een kind van 5 jaar. Hij zegt: ‘Kom mee naar de kapel, de H. Maagd wacht u daar’. Catharina kleedt zich haastig aan en volgt hem naar de kapel. Deze is verlicht als voor de middernachtsmis, maar de H. Maagd ziet zij niet. Dan knielt zij neer en bidt. Na een half uur zegt haar Engelbewaarder: ‘daar is de Heilige Maagd’. Catharina hoort een geruis als van zijde en links aan de kant van St. Jozef, ziet zij de Heilige Maagd in een blauwe mantel, met een witte sluier neerdalen. Ze knielt voor het tabernakel en gaat op de stoel zitten welke op het priesterkoor staat. De Engelbewaarder, het kind zei, dat ze zich aan de voeten van de dame moest werpen. De zuster deed dat meteen en legde haar handen op de knieën van de Heilige Maagd. Deze richtte zich tot haar en zei hoe ze zich gedragen moest als ze in moeilijkheden raakte. Ze wees met de linkerhand naar het altaar en zei, dat Catharina daar haar hart moest uitstorten. Dan zou ze de troost ontvangen, die ze nodig had. Catharina heeft pas veel later verteld wat de Heilige Maagd tegen haar gezegd heeft. De Heilige Maagd vertelt haar dat God haar wil belasten met een zending. Zij zal daar veel moeilijkheden bij ondervinden. "God wil U een opdracht geven, een moeilijke opdracht, maar die ge zult volbrengen, sterk door de gedachte, tot meerdere eer van God werkzaam te zijn. De dingen Gods zult ge leren en er door gekweld worden tot ge het alles aan degene zult hebben meegedeeld, die aangewezen is U te leiden. Tegenslagen zult ge ondervinden, maar vrees niet: genaden zullen U sterken. Spreek met vertrouwen en eenvoud. God zal U ingeven wat U zeggen moet." Over de nacht van 18 juli 1830 heeft Catharina gezegd: "Dit was het gelukkigste ogenblik van mijn leven. Ik zou onmogelijk onder woorden kunnen brengen wat ik onderging...Ik weet niet hoelang dit geduurd heeft".
De Heilige Maagd spreekt ook over slechte tijden. Catharina schreef, dat Maria er zeer bedroefd uitzag toen ze vervolgde: "De tijden zijn zeer slecht. Rampen zullen zich storten op Frankrijk. De hele wereld zal door allerhande ongelukken worden getroffen." Maria vroeg Catharina aan de voet van het altaar te komen. "Daar zullen de genaden worden geschonken aan allen, die erom zullen vragen, groot en klein. Ik houd ervan mijn genade uit te storten, in het bijzonder over de communauteit hier, die ik liefheb. Maar ik ben bedroefd om zoveel wantoestanden. De congregaties van de Lazaristen en van de Dochters van Liefde moeten worden hervormd. De Regel wordt niet nageleefd, de regulariteit laat te wensen over. Zeg het aan degene, die u moet leiden, hoewel hij geen overste is. Maar hij zal het over enige tijd zijn en dan moet hij alles in het werk stellen om de Regel weer te doen naleven. Zeg hem dat uit Mijn Naam. Hij moet waken tegen het lezen van slechte lectuur, tijdverlies, bezoeken. Zodra de Regel weer wordt nageleefd, zal er een communauteit komen, die zich bij u aan zal sluiten. Zeg tegen uw leidsman, dat hij deze moet ontvangen. God zal alles zegenen, zij zullen een grote vreugde genieten en de communauteit zal zich zeer uitbreiden. Er zal een ogenblik komen, waarop het gevaar groot zal zijn en waarop men zal menen, dat alles verloren is. Maar juist dan zal ik met U zijn. Heb vertrouwen. In andere communauteiten zullen slachtoffers vallen. Er zullen ook slachtoffers vallen onder de geestelijkheid van Parijs. De aartsbisschop zal sterven." De tranen stroomden uit Maria’s ogen toen ze zei: "Kind, het kruis zal worden veracht. Het zal ter aarde worden geworpen, de zijde van onze Heer zal opnieuw worden geopend. De straten zullen stromen van bloed, en heel de wereld zal in smart worden gedompeld."
De aartsbisschop van Parijs, Monseigneur Darboy, werd op 24 mei 1871 gefusilleerd.

### Tweede verschijning 27 november 1830
Het is half zes in de avond, de zusters zijn in de kapel voor de meditatie. Martha de moeder-overste heeft zojuist het eerste gedeelte voorgelezen en men overweegt dit in stilte. Plotseling hoort Catharina aan haar rechterzijde vanaf de tribune, weer hetzelfde geruis als van zijde, het is de Heilige Maagd. Zij blijft staan ter hoogte van het schilderij van St. Jozef, ze lijkt te zweven in de ruimte. Maria lijkt licht uit te stralen in haar gewaad met wijde mouwen. Ze draagt ook een lange sluier welke ze over haar hoofd draagt en over haar schouders naar beneden hangt. In haar handen draagt ze een gouden bol met een kruis erop. Ze biedt deze bol aan God aan, terwijl ze haar ogen hemelwaarts richt, als om genaden af te smeken. Onmiddellijk wordt ze verhoord. Aan haar vingers verschijnen ringen met schitterende edelstenen, waarvan de stralen in verschillende kleuren, naar alle richtingen gaan. De kleine bol verdwijnt en Maria strekt haar handen uit naar de globe die zich onder haar voeten bevindt. Nu vallen de schitterende stralen uit haar handen over de gehele aarde, doch heel intensief op een bepaalde plek van de globe. Tegelijkertijd maakt Maria haar duidelijk dat deze globe de hele wereld vertegenwoordigt en dat de plek, die de meeste stralen ontvangt Frankrijk is. De lichtstralen zijn een symbool van genaden, die uitgestort worden over hen die erom vragen. Dan vormt zich een ovale omlijsting om dit tafereel heen, met aan de rand in gouden letters de woorden: ‘O Maria zonder zonden ontvangen, bid voor ons die onze toevlucht tot u nemen.’ Maria geeft haar de opdracht: ‘laat een medaille slaan naar dit model. Allen die haar dragen zullen grote genaden ontvangen, vooral als zij haar om de hals dragen en met eerbied het gebed bidden, zullen zij de bijzondere bescherming van de Moeder van God ontvangen en zal de genade overvloedig zijn’. Dan is het alsof het geheel zich omdraait en ziet Catharina de achterkant van de medaille: in het midden de letter M, waaruit een kruis opstijgt met aan de voet nog een dwarsbalk die door de letter M heen gaat en daaronder de twee harten van Jezus en Maria, de een met doornen gekroond, de ander doorstoken met een zwaard. Het geheel wordt omgeven met een kroon van twaalf sterren. Catharina hoort: ‘het kruis, de letter M en de twee harten zeggen voldoende!’ In een jaar tijds heeft deze verschijning zich minstens vijfmaal herhaald en telkens met dezelfde opdracht.

### De medaille

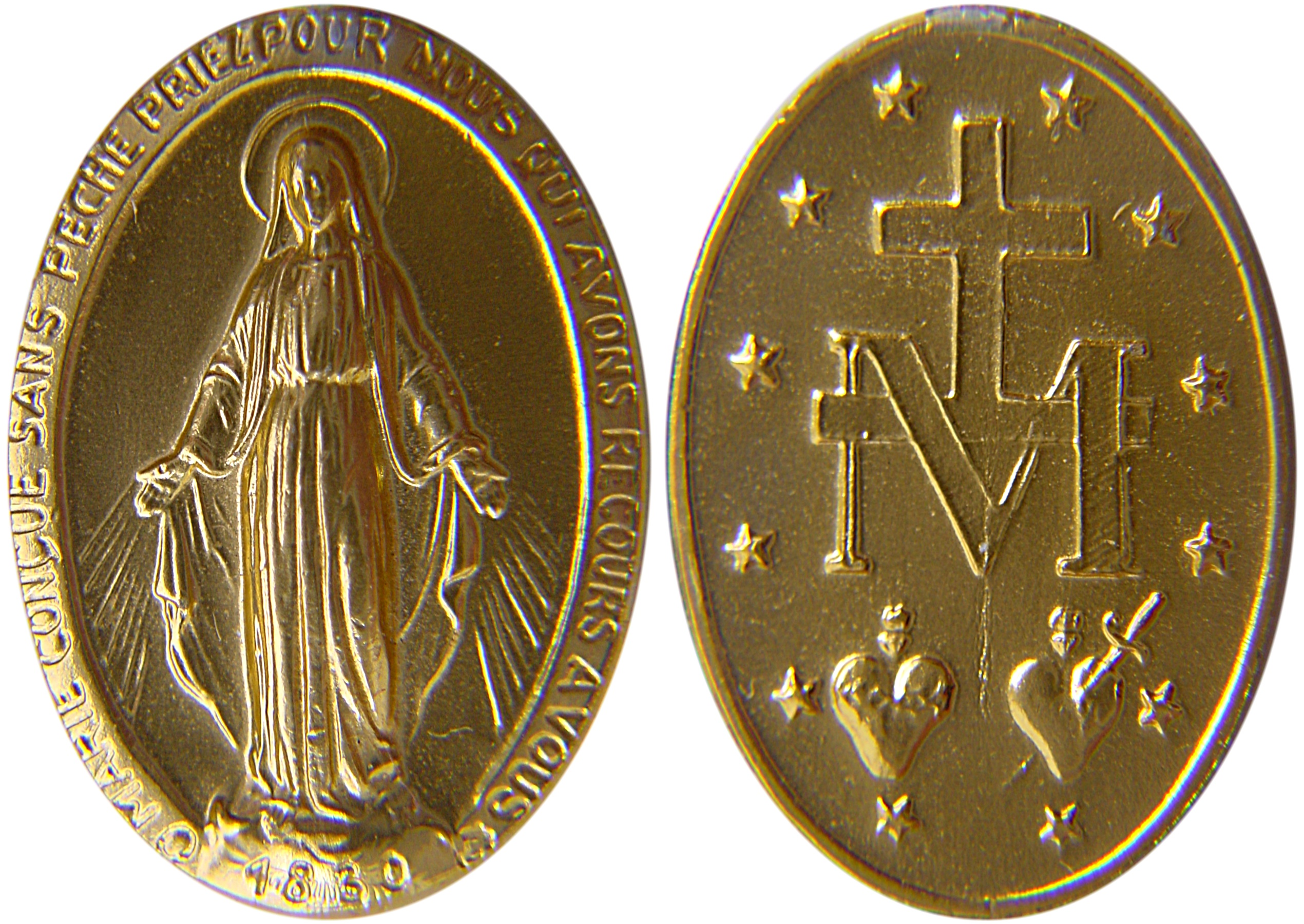
De Wonderdadige medaille

Catharina zou haar opdracht aan haar biechtvader, de pater lazarist Aladel vertellen en doorgeven wat Maria haar over de medaille had opgedragen. De pater aarzelde en er verliep enige tijd. De zuster had hem ook verteld dat bij een derde verschijning de Heilige Maagd zich ontevreden had getoond dat ze de opdracht niet had voltooid. Na twee jaar heeft de pater dan een beroep gedaan op de aartsbisschop van Parijs, Mgr. De Quélen. In 1832 kreeg de pater van de aartsbisschop toestemming om de medaille te laten slaan. Daarmee werd alleen bedoeld, dat de voorstelling niet inging tegen het geloof en de goede zeden. Op 30 juni 1832 waren de eerste 1500 medailles klaar. Tegelijk met haar metgezellinnen nam de zienster de hare in ontvangst, zonder iets van haar gevoelens te laten merken. Ook de aartsbisschop van Parijs nam met veel devotie een exemplaar in ontvangst. Paus Gregorius XVI plaatste de zijne aan de voet van zijn kruisbeeld. Zeven jaar later gaf de aartsbisschop een mandement uit, waarin vastgelegd was, dat voortaan kon worden gesproken van de "Wonderdadige medaille". Door het dragen van deze medaille hebben velen genezingen, bekeringen en gunsten van allerlei aard verkregen.

## Verering in Nederland
De verering in Nederland ging uit van de paters Lazaristen, die in 1917 het klooster en de Onze-Lieve-Vrouw Onbevlekt Ontvangenkerk in de wijk Mariaveld te Susteren stichtten. In de Mariakapel van deze kerk werd in 1949 een cultusbeeld van Onze-Lieve-Vrouw van de Wonderdadige Medaille geplaatst. De bedoeling was om de tanende belangstelling voor het Lof weer aan te wakkeren. Van hier uit verspreidde de devotie zich over Nederland, zich uitend in novenen, processies en groepsbedevaarten. Van belang waren ook de devoties in de Sint-Matthiaskerk te Maastricht en in Beek, waar een kerk en een kapel aan deze devotie werden gewijd. Vanaf 1965 liep de belangstelling voor de devotie terug, maar in 1999 werd het 50-jarig bestaan nog gevierd.